# Степанов, Александр Александрович (хоккеист)
Александр Александрович Степанов (26 апреля 1979, Москва) — российский хоккеист, нападающий. Тренер.

## Биография
Сын мастера спорта СССР международного класса, чемпиона СССР по тяжёлой атлетике Александра Степанова[уточнить]. Младший брат Анатолий также хоккеист и тренер. Сестра — мастер спорта по синхронному плаванию.
Начал карьеру в 1997 году в составе родного московского «Динамо», выступая до этого за его фарм-клуб. В 2000 году завоевал золотые награды российских первенств. В 2005 году повторил этот успех, сразу после чего перешёл в казанский «Ак Барс». Всего в составе «Динамо» провёл 8 сезонов, набрав 69 (33+36) очков в 277 матчах.
В первый же год в Казани Степанов в третий раз стал чемпионом России, добавив к этому успеху серебряные награды в 2007 году, а также победы в Кубке европейских чемпионов и Континентальном кубке. Дважды становился обладателем Кубка Гагарина. За 6 лет в Казани Степанов провёл 396 матчей, в которых набрал 122 (63+59) очка.
Сразу после окончания сезона 2010/11 руководство «Ак Барса» в связи с омоложением состава приняло решение расстаться с Степановым, после чего пошло множество слухов, связывавших его с клубами КХЛ. 5 сентября 2011 года Степанов подписал однолетний контракт с череповецкой «Северсталью».
5 мая 2012 года стало известно, что Степанов перешёл в уфимский «Салават Юлаев», контракт рассчитан до мая 2014 года.
Сезон 2015/16 пропустил в качестве свободного агента. 21 мая 2016 года подписал контракт с подольским «Витязем» сроком на один год.

### Карьера тренера
16 мая 2018 года стал помощником главного тренера «Динамо» (Москва) Владимир Воробьёва.

## Достижения
В качестве игрока
- Чемпион России (3): 2000, 2005, 2006.
- Серебряный призёр чемпионата России: 1999, 2007.
- Обладатель Кубка европейских чемпионов 2007.
- Обладатель Континентального кубка 2008.
- Обладатель Кубка Гагарина (2): 2009, 2010.

## Статистика
| Легенда | Легенда                    | Легенда | Легенда                   | Легенда | Легенда    |
| ------- | -------------------------- | ------- | ------------------------- | ------- | ---------- |
| И       | Количество проведённых игр | Штр     | Штрафное время            | +/−     | Плюс-минус |
| Г       | Голы                       | П       | Голевые передачи          | О       | Очки       |
| -       | Статистика неизвестна      | —       | Статистика не учитывалась |         |            |